# Ajanot
Ajanot (hebr.: עיינות) – wieś położona w samorządzie regionu Gan Rawe, w Dystrykcie Centralnym, w Izraelu.

## Historia
Osada została założona w 1930.

## Komunikacja
Przy wiosce przebiega droga ekspresowa nr 42 (Aszdod-Riszon le-Cijjon).